# Panstenon collare
Panstenon collare är en stekelart som beskrevs av Boucek 1976. Panstenon collare ingår i släktet Panstenon och familjen puppglanssteklar. Inga underarter finns listade i Catalogue of Life.